# مثلث فان أركل-كيتيلار
مثلث الروابط أو مثلث فان أركل-كيتيلار يستخدم لتمثيل الدرجات المختلفة لطريقة ترابط المركبات بالنسبة لأنواع الروابط الآتية:الرابطة الأيونية، والفلزية، والتساهمية. ويوضح مثلث الروابط أن الروابط الأيونية والتساهمية والفلزية ليست روابط محددة ترجع لنوع معين. أي أنَّ أنواع الروابط تتداخل، ويكون للمركبات درجات مُتفاوتة من كلٍ منها، فمثلًا (يمكن للرابطة التساهمية التي لها ميول أيونية أن تسمى رابطة تساهمية قطبية).
ويمكن تمثيل المركبات المختلفة حول المثلث. فعلى الجانب الأيمن يمكن وضع المركبات (من الأيونية إلى التساهمية) والتي لها اختلاف في السالبية الكهربية بين مكوناتها. بينما في الركن التساهمي توضع المركبات التي لا يكون هناك فرق في السالبية الكهربية بين مكوناتها، مثل الكلور (Cl2). ويوضع في الركن الأيوني المركبات التي يكون لمكوناتها فرق كبير في السالبية الكهربية، مثل كلوريد صوديوم (NaCl). وعلى الجانب الأسفل (من الفلزي للتساهمي) للمركبات التي لمكوناتها درجات متفاوتة من الإتجاه في الرابطة. وعلى الطرف الفلزي يوضع الروابط الفلزية التي لها ترابط غير متمركز، بينما الطرف التساهمي للروابط التساهمية التي يحدث تداخل لمداراتها بطريقة معينة. الطرف الأيسر للروابط (من الأيونية إلى الفلزية) للروابط غير المُتمركزة والتي لمكوناتها اختلاف في السالبية الكهربية.

## اقرأ أيضاً
- مركب بين فلزي

## وصلات خارجية
- مثلث فان أركل-كيتيلار للترابط